# Eclaircolor HDR

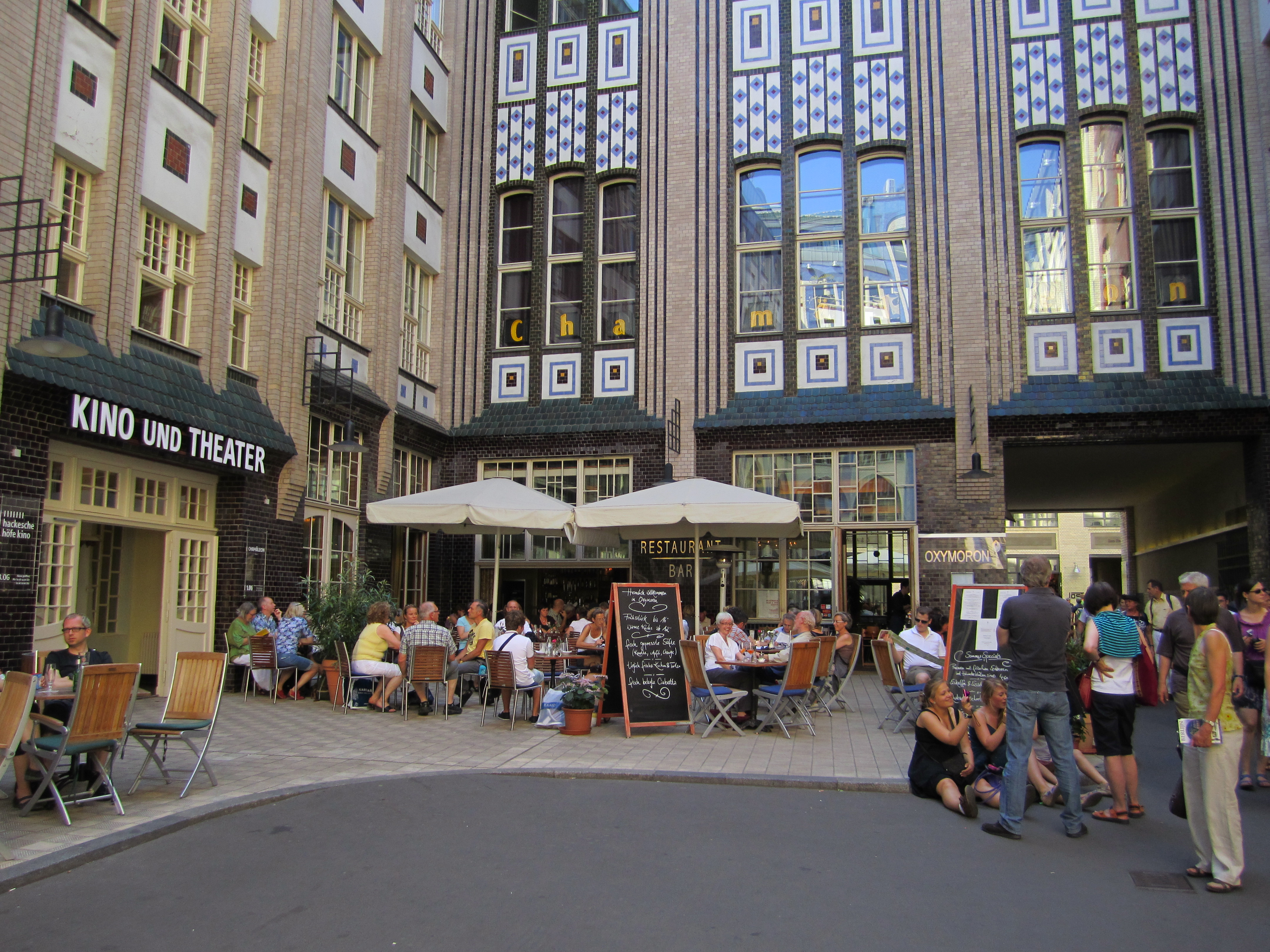
Hackesche Höfe Kino, primer cine equipado completamente con Eclaircolor HDR, Alemania.

Eclaircolor HDR es el nuevo estándar de cine desarrollado durante ocho meses por Ymagis Group (los líderes europeos en servicios de tecnología digital avance para la industria del cine). Es una tecnología de color HDR digital (es decir, tiene una gamma de colores mayor) que consigue la proyección de una imagen de calidad sin precedentes. Las imágenes creadas con esta nueva tecnología son más brillantes, nítidas, con mucho más detalle y densidad; también tienen más contraste y una mayor fidelidad a la idea inicial del equipo creativo del film y a como el ojo humano ve. Algunas películas que ya han usado esta tecnología: Valerian, La La Land, Aquarius o La Piel Fría son alguna de ellas.

## El proceso de creación

### Cómo se crea?
Esta tecnología de alta calidad combina la optimización de las tecnologías seleccionadas del sistema de proyección de CinemaNext con un nuevo proceso de masterización. Este proceso está basado en la manera de trabajar del sistema de codificación de colores (se puede aplicar a cualquier herramienta de gradación que se esté utilizando actualmente) de la Academy of Motion Picture Artes and Sciences. Aun así, Eclair ha creado un específico "ODT" (transformación del dispositivo de salida, "Output Device Transform" en inglés) para hacerlo coincidir con el perfil personalizado del proyector.
El Eclaircolor HDR no se aplica o necesita ningún cambio durante el rodaje, a causa de que forma parte de la postproducción o proceso de masterización y de la fase de proyección.
A la fase de postproducción, cada imagen es procesada en Eclaircolor con el propio software estándar de Eclaircolor que permite que las imágenes tengan una gamma de colores más grande. A medida que esta gamma aumenta, también lo hace la calidad de la película, acercándose cada vez más a como la visión humana funciona. La "solución de color digital EclairColor" puede ser implementada en diferentes etapas dentro de la fase de postproducción. Pero, idealmente, el Eclaircolor se tendría que realizar con los ficheros primarios. Aunque si se implementa a etapas posteriores, seguirá dando buenos resultados.
Esta tecnología utiliza SMPTE DCPs (una colección de archivos digitales usados para almacenar y transmitir audio, imágenes y datos del cine digital) que utiliza metadata original. Sin embargo, no es completamente compatible con DCI en cuanto a la codificación de colores, debido a que las normas DCI (Digital Cine Initiatives) se establecieron en 2005 en el inicio de la revolución del cine digital cuando la tecnología de proyección digital no era tan sofisticada como lo es hoy.

## El proceso de remasterización
Una película también puede ser remasterizada con esta nueva tecnología HDR. En el proceso de masterización se producen dos tipos de imagen: una por Eclaircolor y una por proyecciones estándar (DCI Compliant 2K/4K JPEG 2000). El metraje no necesita ser grabado utilizando una cámara específica porque todas las cámaras digitales actuales son compatibles. Esto significa que el Eclaircolor se puede conseguir desde cualquier fichero de imagen, a pesar de obtener mejores resultados cuando la gradación se realiza con ficheros de la cámara original.
La duración del proceso de remasterización varía significativamente dependiente del contenido, pero de media, el proceso de remasterización de Eclaircolor (trabajando desde DCDM –Digital Cine Distribution Master-) comporta aproximadamente cinco días. El reto es con el contenido que incluye material VFX, particularmente cuando la calidad de VFX no está a la altura del estándar de Eclaircolor.
La solución de Eclaircolor también puede ser usada para restaurar películas clásicas.

## La proyección

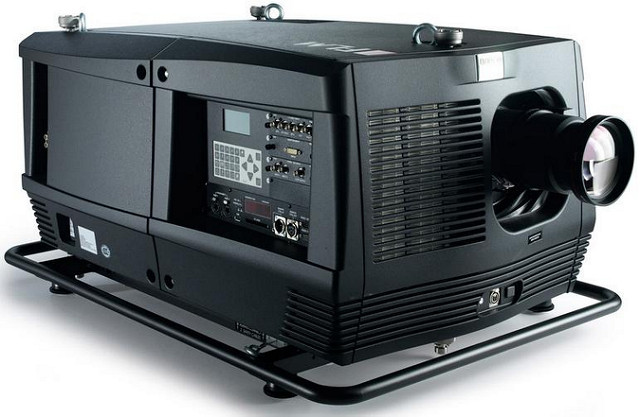
Proyector Barco

El Eclaircolor requiere la instalación de un proceso de proyección específico (los proyectores estándar no pueden reproducir el contenido), el proyector Sony Digital Cine 4K R510/R515 o Barco DP4K-40LHC/DP4K-20LHC, que proporciona una ratio de contraste de 8000:1. El objetivo es llegar a los 30 foot Lamberts (fL) para coincidir con las especificaciones técnicas de EclairColor.
Pero a pesar de tener un Sony Digital Cine 4k o un Barco, si no son de la generación más reciente de estos proyectores o no son suficientemente potentes, puede ser que no se pueda reproducir el film. Aunque se requiere un proceso de proyección específico, los proyectores Sony Digital Cine 4k y Barco funcionan a pantallas de cualquier tamaño desde 19 metros de anchura; los sistemas de proyector doble funcionan con pantallas de 9-14 metros de anchura; pantallas más grandes necesitan 4 proyectores. Además, para proyectar las películas, el software se tiene que actualizar para añadir los macros de Eclaircolor. Una vez el software se ha instalado, el proyector puede reproducir tanto la película Eclaircolor como el contenido estándar.
Si el sistema de integración ha sido sometido el programa de certificación EclairColor, se puede instalar un proyector de Eclaircolor. Sino, se tendrá que trabajar con un integrador aprobado por CinemaNext.

### Sphera
Sphera es una compañía creada por CinemaNext y Eclair, ambas parte de Ymagis. Sphera crea auditorios que establecen un nuevo punto de referencia en el Formato Prémium. También puede ser el anfitrión de cualquier tipo de contenido, dándole una flexibilidad total del que muestra.
Los diseñadores de Sphera han creado un concepto de interior diferente que incluye un vestíbulo, un bar y un diseño único de asiento inspirado en Eames, cubierto con material que reduce la reflexión. Se puede programar para reflejar contenido o estados de ánimo; construyendo emoción o creando una sensación de relax. El auditorio puede convertirse en un ambiente luminoso de 360° con diferentes iluminaciones.
Estos auditorios tienen proyectores 4K con un contraste elevado y con tecnología Eclaircolor. Las pantallas son de pared a pared y todas las salas están preparadas por tecnología HDR.

## Limitaciones[4]
- Tecnologías diferentes pueden tener diferentes representaciones de una misma señal.
- Cómo gran parte de la información se encuentra en el rango tonal más frecuente, se necesitan más códigos en los valores de iluminación negra.
- El uso de la codificación X'Y'Z 'echa a perder muchos códigos, pero es útil para diferenciar el contenido RGB de otro tipo.

## Restricciones en la codificación de la señal
- Mantener la infraestructura DCI para la entrega y la reproducción de contenido.
- Diferentes tecnologías de proyección, con diferente relación de contraste secuencial y intra-frame.
- Diferentes gammas de color por la masterización (Reguera709 tono Reguera2020).
- Un valor blanco máximo establecido en 103 noches mientras se mantiene un valor de negro razonable.
- Más brillantez.
- Cines optimizados por la tecnología HDR.

## Cines Eclaircolor en el mundo[5]

### Cataluña
- Cine Eclaircolor:
  - Verdi Cinemas, Barcelona.

### Francia
- Cine Eclaircolor:
  - Megarama Saint Gely, Saint-Gely-lleva-Fesc.
  - Megarama Bordeaux, Bordeaux.
  - Ciné Jaude, Clermont-Ferrand.
  - Cinéma Las Variétés Archivado el 30 de octubre de 2017 en Wayback Machine., Marsella.
  - Megarama Lons-Le-Saunier, Lons-Le-Saunier.
  - Las Ateliers lleva Cinéma, Beaune.
  - Megarama Besancon, Besancon.
  - Espace Culturel de Vendenheim, Vendenheim.
  - Confluences Varennes Sur Seine, Varennes Sur Seine.
  - Megarama Chambly, Chambly.
  - Cinéma Grand Forum, Gaillon.
  - Cinéma Le Sirius, Le Havre.
  - Le Métropole, Lille.
  - Megarama Villeneuve, Villeneuve La Garenne.
  - Megarama Champigny, Champigny.
  - Megarama Arcueil, Arcueil.
  - Centre Culturel Andre Malraux, Le Bourget.
  - Le Studio, Aubervilliers.
  - Las Films 13, París.
  - Gaumont Champs-Elysee Marignan, París.
  - Pathé Wepler, París.
  - Studio 28, París.
  - Filmotheque Lleva Quartier Latin, París.
  - Espace Saint-Michel, París.
- Próximas aperturas:
  - Le César, Marsella.
  - Megarama Chalons-Sur-Saone, Chalons Sur Saone.
  - Confluences Mennecy, Mennecy.
  - Le Trianon, Poix-de-Picardie.
  - Megarama Montigny Las Cormeilles, Montigny Las Cormeilles.
  - Theatre De La Celle-Saint-Cloud, La Celle-Saint-Cloud.
  - Centre Culturel SPM, Saint-Pierre-te-Miquelon.
  - Ciné Cambaie, Saint-Paul, La Reunión.

### Suiza
- Cine Eclaircolor:
  - Cine Astor Archivado el 9 de noviembre de 2017 en Wayback Machine., Vevey.

### Alemania
- Cine Eclaircolor:
  - Gloria Kino, Stuttgart.
  - Foco Cinemas Salzgitter, Salzgitter.
  - Lindenkino, Bad Aibling.
  - Arena, München.
  - Cinedrom, Donauwörth.
  - Garbo Kino Regensburg, Regensburg.
  - Cinecitta’, Nürnberg.
  - Filmwelt Schweinfurt, Schweinfurt.
  - Lumos Kino, Nidda.
  - Lichtspielhaus, Lauterbach (Hessen).
  - Apollo Service-Kino, Altena.
  - Union Filmtheater Bochum, Bochum.
  - Roxy Filmtheater Archivado el 30 de octubre de 2017 en Wayback Machine., Heinsberg.
  - Off Broadway, Köln.
  - Scala Kino Leverkusen, Leverkusen.
  - Passage Kino, Bremerhaven.
  - Cineplex Elmshorn, Elmshorn.
  - Alabama Kino, Hamburgo.
  - Orpheum Lichtspiele, Schönberg.
  - Capitol Kino Schwerin, Schwerin.
  - Luna Filmtheater, Ludwigslust.
  - Ostseekino, Kühlungsborn.
  - Bali Kino, Berlín.
  - Cineplex Titania, Berlín.
  - Eiszeit Kino, Berlín.
  - Filmrauschpalast, Berlín.
- Próximas aperturas:
  - Hackesche Höfe Kino, Berlín.

### Reino Unido
- Cine Eclaircolor:
  - Curzon Soho, Londres.
  - Vue West End, Londres.

### Italia
- Cine Eclaircolor:
  - Circuito Cine, Roma.

### Túnez
- Cine Eclaircolor:
  - Cinepalace, Túnez.

### Estados Unidos
- Cine Eclaircolor:
  - Alamo Drafthouse Mueller, Austin, Texas.